# Annecy
Annecy város Franciaország keleti részén, Auvergne-Rhône-Alpes régióban, Haute-Savoie megye székhelye.
A „Savoie Velencéje”, az „Alpok gyöngyszeme” elnevezésekkel büszkélkedő város. Franciaország kulturális és történelmi városa címet viseli.
2017. január 1-jén öt környező szomszédos település: Annecy-le-Vieux, Cran-Gevrier, Meythet, Pringy és Seynod Annecy-vel egyesült. Az íly módon létre jött új község megtartotta (átvette) az Annecy nevet, és lélekszáma a korábbinál több mint kétszeresére nőtt.
Lakosainak száma 131 272 fő (2022. január 1.).

## Fekvése
Genftől délre, az Annecy-tó partján terül el, a tóból eredő Thiou folyócska kezdeténél.

## Története
A régészeti kutatások szerint a történelem előtti kor embere a tó vizébe vert cölöpökre épített házat magának. A római korban itt is volt erőd, városka, a névadó Villa Aniciaca. A 10. században Genf grófjainak birtoka volt, tőlük került a Savoyai-ház birtokába. Savoya grófjai később megszerezték Piemontot, 1418-tól államuk Savoyai Hercegséggé vált.
A reformáció idején települt át ide Genf elüldözött katolikus püspöke. Itt kezdte meg a reformációval szembeni térítő munkáját St. François de Sales, vagyis Szalézi Szent Ferenc, aki nemesi család fiaként a közelben született 1567-ben. Előbb Genf segédpüspöke, majd püspöke lett. Itt alapította meg a ma is működő vizitációs apácarendet (Ordre de la Visitation). Halála után alig négy évtizeddel, 1622-ben szentté avatták. Ereklyéit a város fölötti dombon a 19. században épült templomban őrzik. 1720-tól Savoya hercegei VI. Károly császártól megkapták Szardínia királyának címét. Annecy, Savoyával együtt a Szárd–Piemonti Királyság részévé vált.
Még egy nevezetes lakója volt a városnak, 1728-ban 16 évesen Genfből ide költözött Jean-Jacques Rousseau, aki itt ismerkedett meg pártfogójával, Madame de Warens asszonnyal.
A napóleoni háborúk idején francia megszállás alá került, a szárd királyok csak a bécsi kongresszus után tértek vissza. Az 1859-ben lezajlott szárd–francia–osztrák háborúban aratott francia győzelem és az ennek nyomán megkötött zürichi békeszerződés értelmében Annecy városa az egész Savoya tartománnyal és a Nizzai Grófsággal együtt 1860 áprilisában a Francia Császársághoz került. A csatlakozást a helyi népszavazások is megerősítették.
Itt alakult meg a mai Franciaország területén az első művészeti akadémia: Honoré d’Urfé író és Antoine Favre, neves humanista ügyvéd kezdeményezésére, az Académie florimontane létrejötte harminc évvel előzte meg a francia akadémiáét. A második világháború éveiben az Annecy környéki hegyvidék a maquisard partizánmozgalom egyik központjává vált. 1943-tól olasz, majd német katonai megszállás alá került, őket végül a partizánok szorították ki.
2010 áprilisában nagy ünnepségeken emlékeztek meg a Franciaországhoz való csatlakozás 150. évfordulójáról.

## Demográfia
| Év   | Lakosság |
| ---- | -------- |
| 1793 | 4 440    |
| 1800 | 5 130    |
| 1806 | 5 467    |
| 1821 | 5 724    |
| 1836 | 8 252    |
| 1846 | 8 547    |
| 1856 | 10 374   |
| 1861 | 9 370    |

| Év   | Lakosság |
| ---- | -------- |
| 1866 | 11 554   |
| 1872 | 11 581   |
| 1876 | 10 976   |
| 1881 | 11 334   |
| 1886 | 11 817   |
| 1891 | 11 947   |
| 1896 | 12 894   |
| 1901 | 13 611   |

| Év   | Lakosság |
| ---- | -------- |
| 1906 | 14 351   |
| 1911 | 15 622   |
| 1921 | 15 004   |
| 1926 | 17 233   |
| 1931 | 20 289   |
| 1936 | 23 293   |
| 1946 | 26 722   |
| 1954 | 33 114   |

| Év   | Lakosság |
| ---- | -------- |
| 1962 | 43 255   |
| 1968 | 54 484   |
| 1975 | 53 262   |
| 1982 | 49 965   |
| 1990 | 49 644   |
| 1999 | 50 348   |
| 2006 | 52 890   |

## Látnivalók

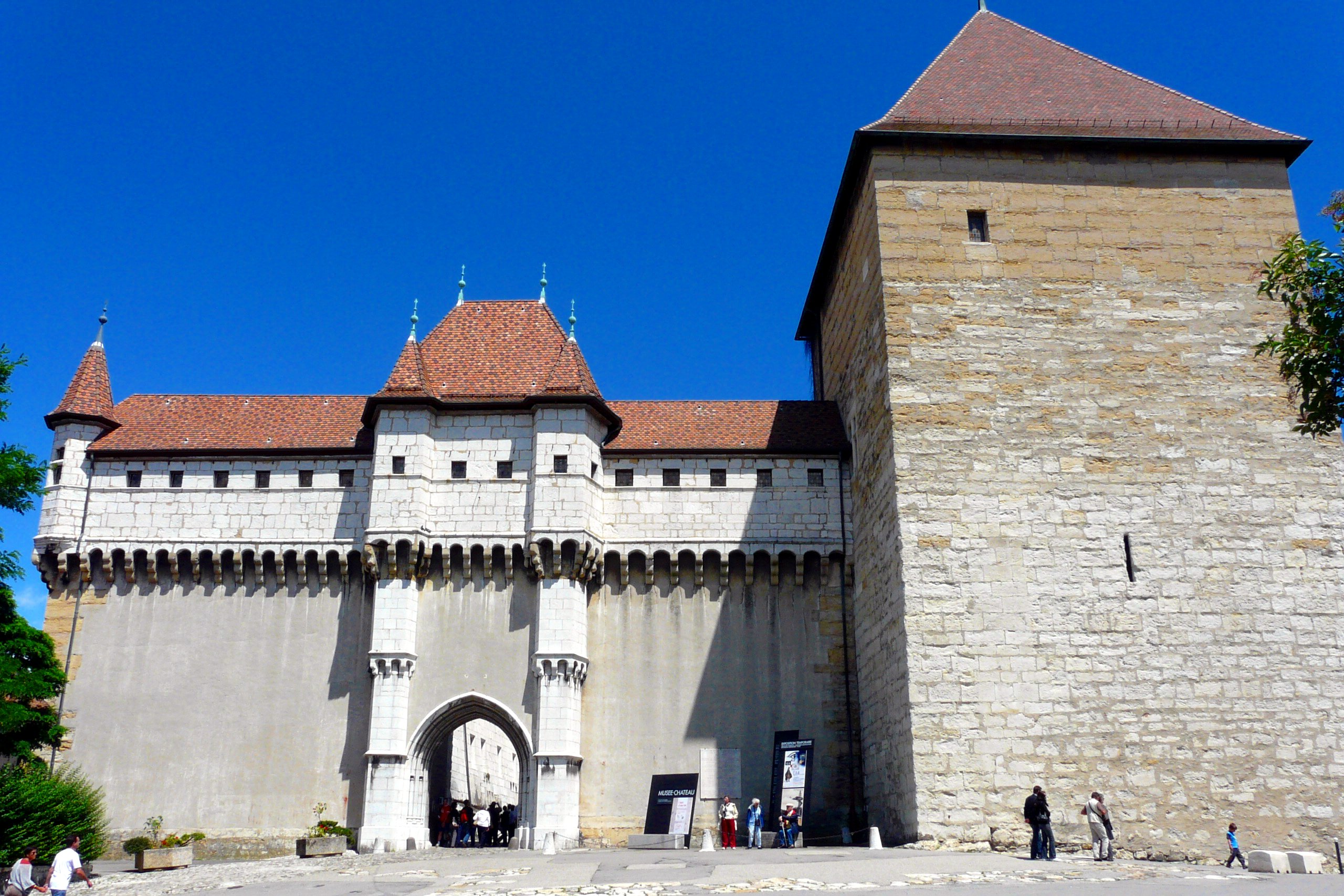
A Vár (Château d’Annecy)

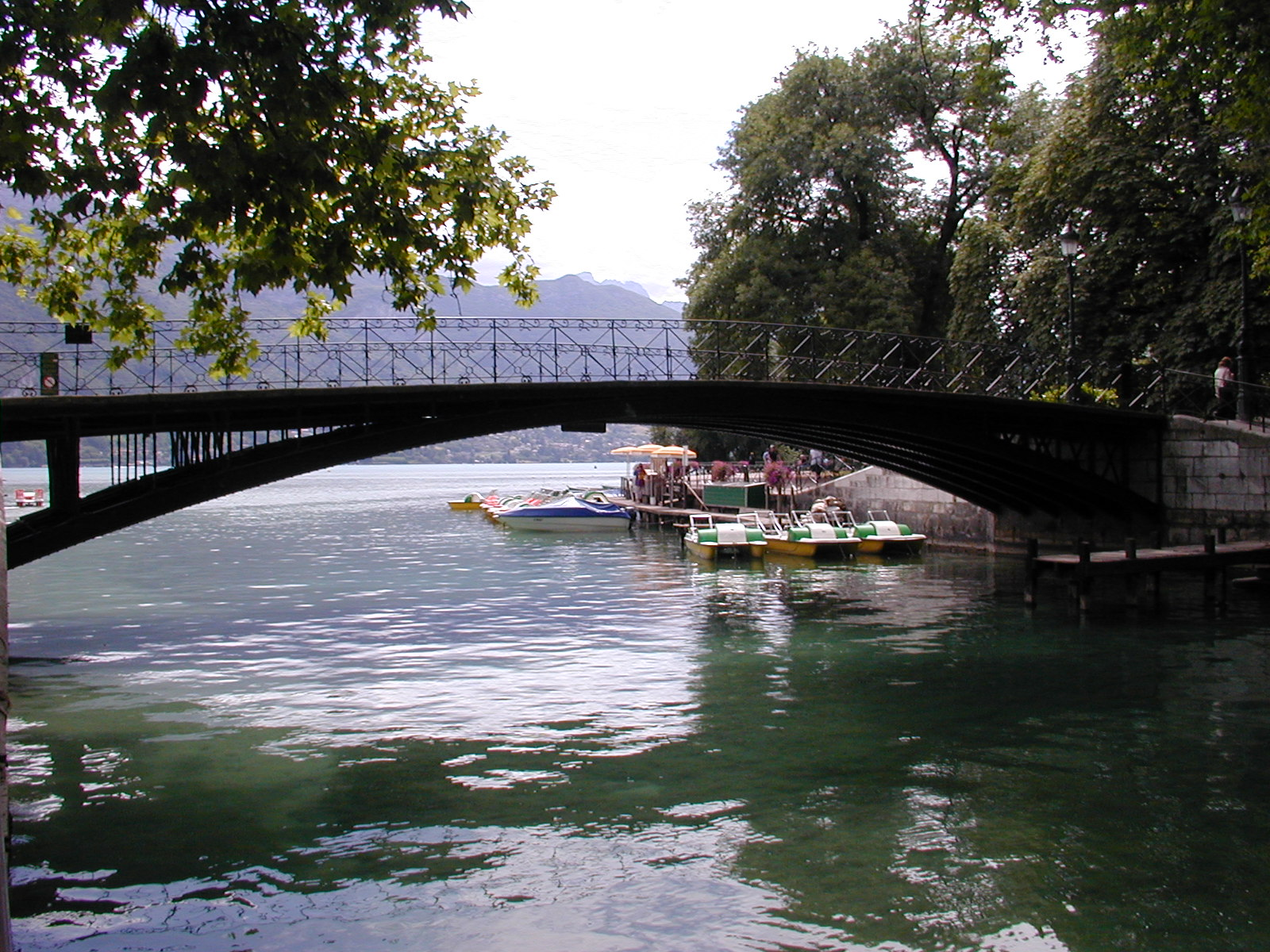
Pont des Amours

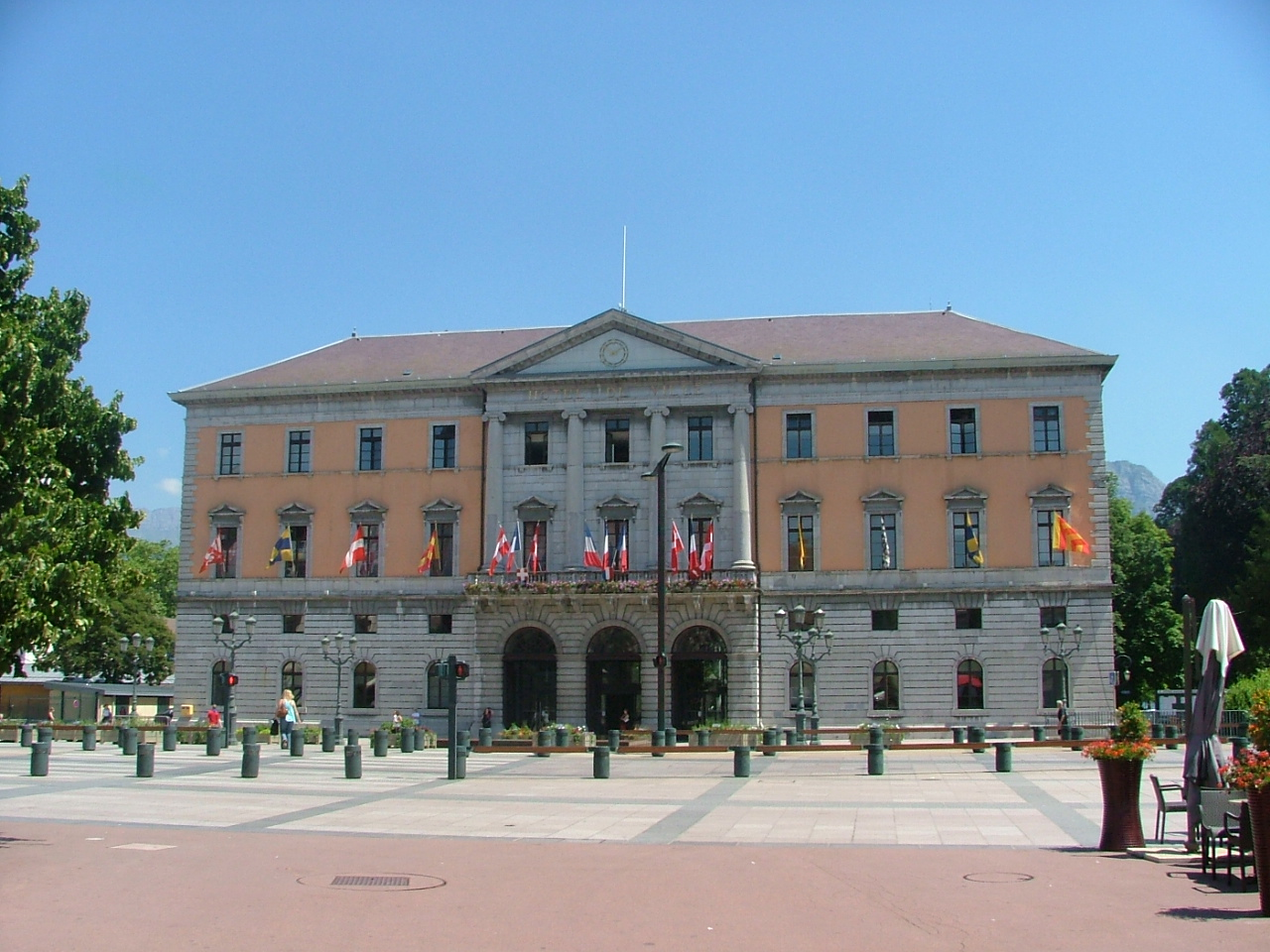
Városháza (Hôtel de Ville)

- Palais de I’Isle – XII. századi épület a Thiou folyó kis szigetén. A középkorban, a genfi grófok uralma idején pénzverde, a Savoyaiak idején börtön és a városi őrség lakóhelye, a francia forradalom után a börtönt a bírósággal bővítették ki. A XIX. században a bíróságot és a börtönt új, modern épületbe költöztették. A második világháború (a Vichy-kormány, majd a német megszállás idején) ismét börtönné alakították az elfogott partizánok számára. 1944-ben a bevonuló partizánok rövid időre a kollaboráns milicistákat zárták ide. Jelenleg a helytörténeti múzeum, a Musée de l’historie d’Annecy működik benne.
- Château d’Annecy – az annecy-i vár: a folyó déli partja fölé magasodó meredek domb peremére a XII. században várat építettek a genfi grófok, ezt bővítették tovább Savoie hercegei. A francia forradalom után katonai laktanyává alakították, ezt a funkcióját egészen a második világháború végéig megőrizte. Az épületeket többször is tűzvész pusztította el. A bejáratot a XII. századi alapokra épült öregtorony, a Tour de la Reine őrzi. A belső várudvart körbevevő épületek közül a Logis Vieux XIV-XV. századi, a Logis Nemours a reneszánsz kor kezdetén épült, a Logis Neuf a XV. század végén. Az udvart lezáró Logis Perriére és a mellette álló torony XV. századi. Az épületek egy részében a Musée regional kiállítása tekinthető meg.
- Église St.-François – Szent Ferenc-templom: A barokk templom volt a vizitációs nővérek rendjének első temploma, mellette (a jelenlegi szálloda épületében) volt maga az apácakolostor. Itt volt Szalézi Szent Ferencnek, a rend megalapítójának és az első felszentelt nővérnek, a rend első főnökasszonyának, Chantal Szent Johanna Franciska sírja. Mindkettőjüket itt avatták szentté. Ma csak epitáfium jelzi sírhelyüket, a főoltár két oldalán. A templom ma az annecy-i olasz közösség temploma.
- Église St-Maurice – Szent Móric-templom: Annecy legrégebbi temploma. A gótikus templomot 1442-ben a dominikánusok rendje emelte, főhajója igen nagy méretű.
- Cathédrale St-Pierre – Szent Péter-székesegyház: ez volt Szalézi Szent Ferenc temploma, az ifjú Rousseau is énekelt a kórusban, és fuvolázott a katedrális zenekarában.
- Ancienne palais épiscopal – a katedrálissal egybeépült püspöki palota röviddel a francia forradalom előtt készült. Korábban helyén Mme de Warens asszony háza állt, ahol Rousseau is lakott ifjúkorában, erre emlékeztet az udvaron álló szobra és az épület falán egy emléktábla.
- Pont des Amours – egy csatorna, a Canal du Vassé felett átívelő híd, nevének jelentése: a szerelmesek hídja.
- Centre Bonlineu – modern kulturális központ.
- Basilique de la Visitation – a Vizitációs rend bazilikája: a város déli része fölé magasodó sziklatetőn álló templom építését 1922-ben kezdte meg a vizitációs nővérek rendje, de csak 1949-ben szentelték fel. Ide hozták át Szalézi Szent Ferenc és Jeanne de Chantal földi maradványait, így a templom nevezetes zarándokhely lett. A két szent életéről a bazilika melletti kis múzeum ad képet.
- Conservatorie d’Art et d’Historie de la Haute-Savoie – Felső-Savoya megye művészeti és történeti konzervatóriuma: az egykori szeminárium épületében ma elsősorban a vidéket ábrázoló műalkotásokat gyűjtötték össze.
- Basilique St-Joseph-des-Fins – a templomot egy Benedek-rendi szerzetes, Dom Paul Bellot tervezte, a harmincas évek végén készült el.
- Musée de la Cloche – harangtörténeti múzeum, a város a Paccard öntöde székhelye, amely két évszázada foglalkozik ezzel a mesterséggel.
- Városháza (Hôtel de Ville) – a tóparti Európa-park szélén. 1855-ben épült, klasszicista stílusban.

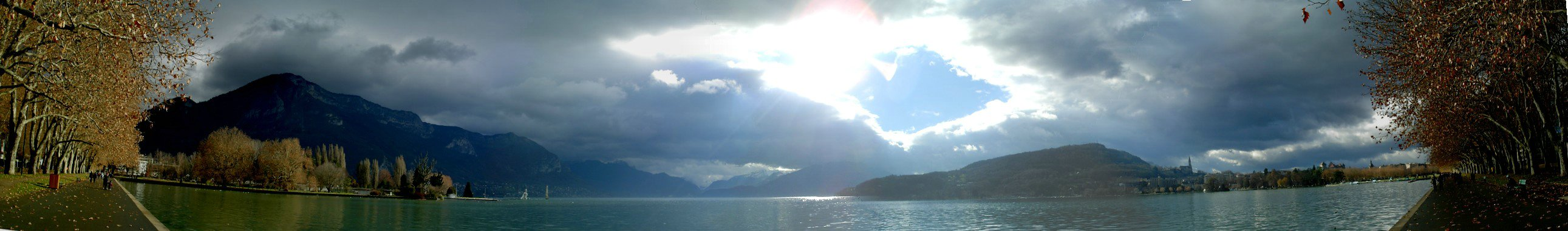
Az Annecy-tó a város felől nézve

## Testvérvárosok
- – Cheltenham
- – Vicenza
- – Bayreuth
- – Liptószentmiklós
- – Sainte-Thérèse

Partnervárosok
- – Sassandra